# بيغ هيت إنترتينمنت
بيغ هيت إنترتينمنت (هانغل: 빅히트 엔터테인먼트)، هي شركة كورية تأسست في عام 2005 بواسطة المنتج الموسيقي بانغ شي هيوك والمعروف أيضاً بـ Hitman-Bang. تدير حالياً المغني المنفرد لي هيون، كما تدير أيضاً فرقة بي تي أس وفرقة تي إكس تي وفرقة انهايبين التي أنتجت بالتعاون مع شركة بيلفيت. منذ يوليو 2019 بيغ هيت أصبح لديها شركتين تابعة لها وهي شركة Source Music، والتي تدير فرقة الفتيات جيفريند وشركة بليديس إنترتينمينت والتي تدير فرقتين الفتيان سفنتين ونيوست.

## التاريخ
تأسست شركة بيغ هيت إنترتينمنت في 1 فبراير عام 2005، ووقعت عقدًا مع الثلاثي الغنائي 8إيت في عام 2007. وقعت الشركة في عام 2010 مع شركة جيه واي بي إنترتينمنت عقدًا إداريًا مشتركًا على الفرقة الموسيقية الشابة تو إيه إم. وقع بانغ شي هيوك عقدًا مع المغني آر إم كأول عضو في فرقة بي تي إس في ذلك العام، وأجرى تجارب أداء على مستوى البلاد لضم الأعضاء الآخرين في الفرقة. ظهرت فرقة بي تي إس لأول مرة بإدارة بيغ هيت إنترتينمنت في 13 يونيو عام 2013.
وقعت الشركة عقدًا مع المغنية ليم جيونغ هي في عام 2012، وتشكلت بموجبه فرقة الفتيات غلام بالتعاون مع شركة سورس ميوزك. استمر نشاط الفرقة حتى عام 2014، وذلك عندما فُسخ عقدهم بسبب الجدل حول أحد الأعضاء، كيم دا هي، والتي حُكِم عليها بالسجن بعد اتهامات بابتزاز الممثل لي بيونغ هون.
عاد ثلاثة من أعضاء تو إيه إم إلى شركة جيه واي بي إنترتينمنت، وبقي لي تشانغ مين مع شركة بيغ هيت إنترتينمنت لمواصلة مسيرته الفردية وكعضو في الفرقة الثنائية هومّ، وذلك بعد انتهاء العقد المشترك بين بيغ هيت إنترتينمنت وجيه واي بي إنترتينمنت في أبريل عام 2014. شهد ذلك العام أيضًا تفكك فرقة 8 إيت بعد انتهاء عقود باك تشان وجو هي مع شركة بيغ هيت إنترتينمنت.
انفصلت المغنية ليم جيونغ هي عن الوكالة في مايو عام 2015 بعد انتهاء عقدها لمدة ثلاث سنوات، وشركة سينغل إنترتينمنت غروب، وهي شركة مدرجة في قائمة سماسرة الأوراق المالية الكورية في مجال التسعير الآلي المتخصصة في إدارة الفنانين والإنتاج التلفزيوني، والتي حصلت على شركة بيغ هيت إنترتينمنت من خلال سندات بقيمة 6 مليارات ين ياباني قابلة للتحويل. أنهت بيغ هيت علاقتها مع سينغل إنترتينمنت غروب في أوائل عام 2017، والتي تمكنت من تسوية السندات بشكل كامل.
انفصلت الفرقة الثنائية هومّ في فبراير عام 2018 بعد انتهاء عقد المغني تشانغ مين فيها. ترك تشانغ مين الشركة ليبدأ وكالته الخاصة، واستمر لي هيون بالعمل بشكل منفرد. أصدرت شركة بيغ هيت إنترتينمنت بالتعاون مع شركة سي جيه إي أند إم في أغسطس معلومات تفيد بخطط إنشاء شركة مشتركة. سُجِّلت هذه الشركة تحت اسم بيليفت، وخُطِّت لتقسيمها بنسبة 52% لشركة سي جيه إي أند إم، ونسبة 48% لشركة بيغ هيت إنترتينمنت. حصلت شركة بيغ هيت إنترتينمنت على جائزة أفضل شركة استثمارية للعام في حفل توزيع جوائز رأس المال المخاطر لعام 2018 في كوريا.
ظهرت الفرقة الغنائية الشابة تي إكس تي لأول مرة بإدارة بيغ هيت إنترتينمنت في مارس عام 2019. عُيِّن رئيس الأعمال التجارية السابق لينز يون رئيسًا تنفيذيًا مشاركًا مع بانغ شي هيوك، فركز يون على محتوى الأعمال في الشركة بينما بانغ على الإنتاج الإبداعي. استحوذت الوكالة على شركة سورس ميوزك في يوليو عام 2019، وفي أغسطس على شركة ألعاب الفيديو سابرب. اختارت مجلة فاست كومباني شركة بيغ هيت إنترتينمنت رابع أكثر الشركات ابتكارًا لعام 2020 في جميع أنحاء العالم؛ وذلك بفضل التطبيقين ويفيرس وويفيرس شوب (المعروف مسبقًا باسم ويبلي قبل 9 مارس عام 2020) اللذان طورتهما شركة بين إكس الفرعية.
أصبحت شركة بيغ هيت إنترتينمنت من أكبر حاملي الأسهم في شركة بليديس إنترتينمنت في مايو عام 2020. أعلنت بيغ هيت عن احتفاظ شركة التسجيلات باستقلاليتها، ولكن فنانيها (فرقتي نيوست وسفنتين) سيُروج لهم على نطاق أوسع خارج كوريا الجنوبية.

## فنانين مسجلين

### فرق
- 8Eight
- بي تي أس
- تومورو باي توقيذر
- جيفريند
- سفنتين
- نيوست
- انهايبن
- نيوجينز

### منفردين
- لي هيون

### منتجون
- «هيت مان» Hitman-Bang
- Docskim
- adora
- Slow Rabbit
- P-Dogg
- Supreme Boi
- EL CAPITXN
- Hissnoise
- Min Yoongi(Min PD-nim)
- woozl seventeen

### مصممي الرقص
- kim hiba min myosotis
- Son Sung-deuk
- Kim Su-bin
- David DH. Park

### الممثلون
- كيم تاي هيونغ
- أونها
- تشوي يونجون

## روابط خارجية
- الموقع الرسمي